# Lhotka (Beroun)
Lhotka è un comune della Repubblica Ceca facente parte del distretto di Beroun, in Boemia Centrale.